# Ратиа, Арми
Арми Мария Ратиа, урождённая Айраксинен (фин. Armi Maria Ratia, o.s. Airaksinen, 1912—1979) — финский предприниматель, основатель дизайнерской компании «Маримекко» (1951), завоевавшей всемирную известность. Небольшая фирма усилиями Арми Ратиа довольно быстро превратилась в крупную международную компанию.

## Биография
Арми Мария Айраксинен родилась 13 июля 1912 года в общине (волости) Пялкъярви Куопиоской губернии Великого княжества Финляндского (сейчас — территория Сортавальского района Республики Карелия в составе России). Её отец, Матти Айраксинен, был мелким торговцем, держал небольшой продуктовый магазин; мать, Хилма Корвеноя была преподавателем в начальной школе.
После школы Ратиа училась в Центральной школе прикладных искусств в Хельсинки, затем она работала в Выборге в цехе по производству тканей. Во время войны Арми работала помощником администратора в Министерстве обороны, а после войны занималась составлением рекламных объявлений в рекламном агентстве. Она помогала мужу в его компании, занимавшейся клеёнками на тканевой основе, затем было решено перейти к производству изделий из тканей.

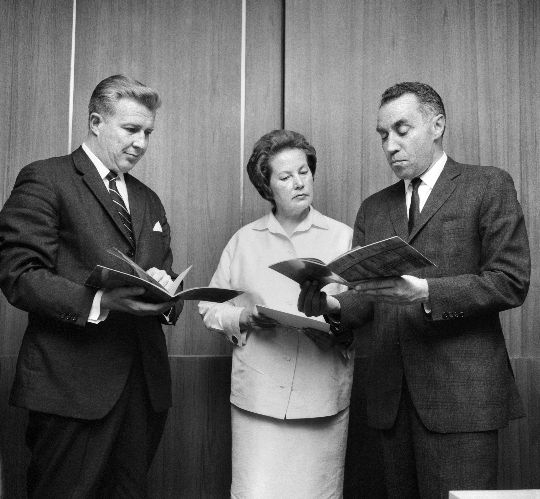
Арми Ратиа с представителями банков. Фотография 1965 года

Фирма «Маримекко» была образована в 1951 году, она стала производить одежду хорошего качества, сделанную из ткани с оригинальными стильными рисунками. Продукция пользовалась большим успехом. Фирма быстро завоевала успех и на мировом рынке. Особенно большое значение для успеха на международном уровне стало то, что продукция фирмы в 1959 году понравилась такой всемирно известной знаменитости, как Жаклин Кеннеди, чей муж (в то время сенатор) как раз проводил предвыборную президентскую кампанию. Фотографии в журнале Life, на которых Жаклин была в платье от «Маримекко», привели к огромному интересу к новому бренду, во всех модных изданиях появились статьи на эту тему, что, в свою очередь, вызвало резкий рост продаж.
В последние годы жизни Арми Ратиа несколько отошла от дела, признав, что компания стала слишком большой и интернациональной, чтобы управлять ею так, как она сама считает нужным. Лишь иногда она вмешивалась в производственный процесс — так, например, она пресекла попытку нанять новую команду дизайнеров.
Умерла 3 октября 1979 года в Хельсинки. Её акции «Маримекко» отошли её детям.

## Семья
Вышла замуж в 1935 году за Вильо Олави Ратиа (1911—2006), у них родилось трое детей:
- Ристоматти[вд] (род. 1941) — дизайнер одежды, ювелирных изделий, мебели, а также гробов,
- Анттиматти (Антти) (род. 1944),
- Эриика, в замужестве Гуммерус (род. 1948)[3].

Развелась в 1969 году, дети после развода остались с ней.